# Donald Goss
Donald Alexander Goss, detto Sandy (Amherst, 2 ottobre 1968), è un ex nuotatore canadese.
Specializzato nello stile libero, ha vinto due medaglie in due edizioni olimpiche, sempre nella staffetta 4x100 m misti.

## Palmarès
- Olimpiadi
  - Los Angeles 1984: argento nella staffetta 4x100 m misti.
  - Seoul 1988: argento nella staffetta 4x100 m misti.
- Giochi panpacifici
  - 1985 - Tokyo: bronzo nei 200 m sl.